# Talltorp
Talltorp är en  stadsdel i det administrativa bostadsområdet Hamre-Talltorp i östra Västerås, vilket är uppdelat i Norra och Södra Talltorp. 

## Historik
År 1966 byggdes de första bostäderna på Talltorp, i form av 74 kedjehus. Tidigare fanns här endast ett torp, det så kallade Talltorpet.

## Om området
Bebyggelsen är övervägande radhus och villor. Det är gott om grönområden, både gräsmattor och skogbeklädda. Här finns även en förskola. Området gränsar i norr till Hälla vilket avgränsas av E18 (emot vilken det finns bullervall), i öster mot Lillhamra, i söder till Berghamra och Hamre (avgränsat av Väderleksgatan) och i väster till Viksäng (avgränsat av Österleden).